# 12189 Довгий
12189 Довгий  (12189 Dovgyj) — астероїд головного поясу, відкритий 5 вересня 1978 року.
Тіссеранів параметр щодо Юпітера — 3,577.